# Take My Heart
Take My Heart ist eine Ballade der amerikanischen Komponisten Bill Borrelli und Pat Genaro aus dem Jahr 1952. Es entstanden Aufnahmen mehrerer Sänger.
Die kommerziell erfolgreichste Version veröffentlichte Al Martino auf Capitol Records. Sie stand acht Wochen in der Hitliste des Magazins Billboard und erreichte als höchste Platzierung Rang 12. In den britischen Singlecharts kam die Aufnahme bis auf Platz 9.
Vic Damone erreichte mit seiner Aufnahme 1952 in den Vereinigten Staaten Platz 30. Eine weitere Version von Toni Arden erschien ebenfalls 1952.